# Liste des armateurs nantais
Cette page énumère les armateurs et les sociétés d'armement maritimes du port de Nantes à différentes époques. Un certain nombre d'entre eux ont participé à la traite négrière.

## Temps modernes

### Famille Montaudouin
- René Montaudouin et Consorts
- Delaunay Montaudouin
- Veuve Montaudouin et Fils
- Montaudouin de la Clartière
- Montaudouin de la Rabattelière
- Montaudouin Frères (Gérard et Daniel Montaudouin).

### Famille Espivent de la Villesboisnet
- Antoine Espivent de la Villesboisnet (Saint-Brieuc, 1680 - Nantes, 1761)

### Irlandais de Nantes

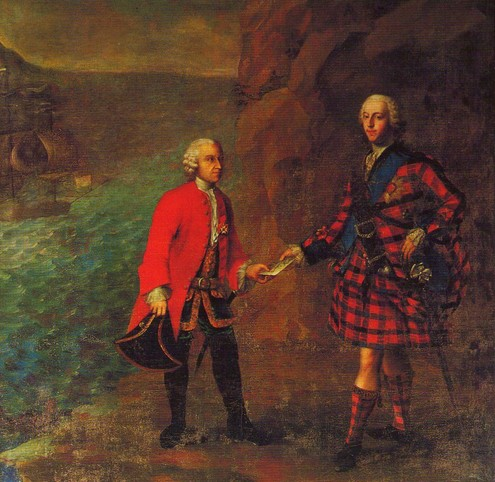
Antoine Walsh (à gauche).

- Antoine Walsh (à gauche).James Clarke
- André Géraldin
- Nicolas Lée
- Nicolas Luker
- Luc O'Shiell
- Jacques Rulidge
- Paul Sarsfield
- Jean Ier Stapleton
- Jean II Stapleton
- Antoine Walsh

Irlandais de Saint-Malo
- Noël Danycan
- Nicolas Géraldin

### Autres

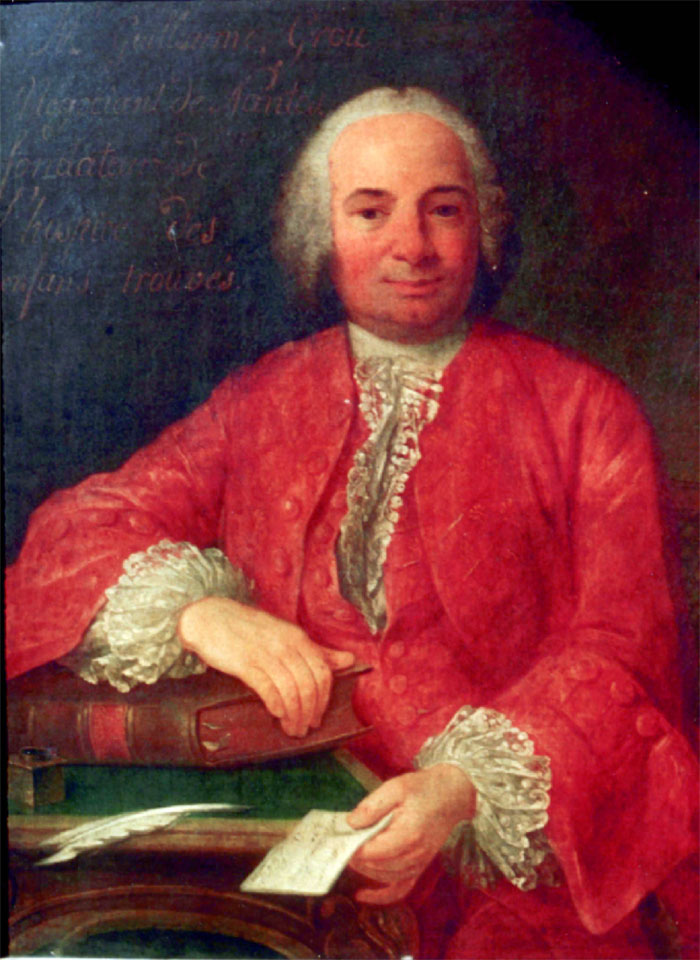
Guillaume Grou.

- Louis Drouin[1]
- Guillaume Grou.René Bertrand de la Clauserie

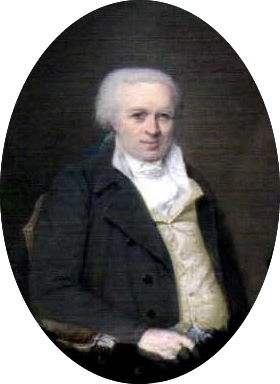
Joseph Mosneron Dupin.

- Antoine François de la Brigandière
- Joachim Descazeaux du Hallay
- Joseph Fourcade
- Guillaume Grou
- Jean-Baptiste Grou père
- Jean-Baptiste Grou fils
- Antoine Leroy
- Augustin de Luynes
- Gabriel Michel
- Jean Peltier-Dudoyer
- Joseph Plumard de Rieux
- Struyckman
- Joseph Mosneron Dupin.Charles Trochon
- Jacques Barthélémy Gruel
- Pierre Millet
- Joseph Mosneron Dupin
- Jean Terrien
- Mathurin Joubert
- Sarrebouse d'Audeville
- Dominique Deurbroucq

### Sociétés
- Grou et Michel
- Société d'Angola
- Bouteiller Père et Fils
- Compagnie de Guinée
- J. Peltier-É. Carier-F. Michaud

## Époque contemporaine

### XIXesiècleet débutXXe
- Thomas Dobrée (1781-1828)

Armateurs liés au Belem
- Société des Armateurs Coloniaux (début XXe siècle), propriété de la société Fleuriot et Cie.
- Denis Crouan et fils (milieu XIXe siècle)
- Fernand Crouan (fin XIXe siècle) 
Fils du précédent. Les Crouan descendent d'une famille irlandaise. Le père de Denis (lui aussi nommé Fernand) dirigeait une société de négoce installée à Belem (Brésil).
- Demange (fin XIXe siècle)
- Armement Rozier, achat 1909 suite faillite Demange

Autres
- Compagnie Charles Lecour (XIXe siècle)
- Flornoy et fils (1872-1889)
- Compagnie nantaise de navigation à vapeur (1882)
- Compagnie France-Algérie (1885), souvent appelée Groupe Eugène Pergeline (père et fils)
- Société des Voiliers Nantais (1894)
- Société anonyme des Chargeurs de l'Ouest (1902)
- Fédération maritime de Bretagne' (début XXe siècle)